# قرانيا دموية
القرانيا الدموية  (باللاتينية: Cornus sanguinea) نوع نباتي شجري من جنس القرانيا ينتمي إلى الفصيلة القرانية.

## الموئل والانتشار
ينتشر في بلاد الشام والأقاليم السورية الشمالية وتركيا والقوقاز وكل مناطق أوروبا.

## مرادفات للاسم العلمي
- (باللاتينية: Swida sanguinea (L.) Opiz)
- (باللاتينية: Thelycrania sanguinea (L.) Fourr.)